# پل اورتون

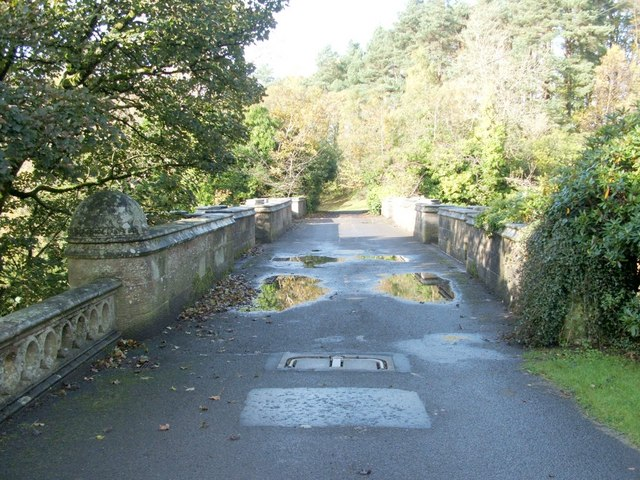
تصویری از پل اورتون

پل اورتون (به انگلیسی: Overtoun Bridge) یک بنای فهرست‌شده در نزدیکی شهرک دامبرتون در شهرستان دونبارتونشر غربی در کشور اسکاتلند است. این پل در مسیر منتهی به عمارت اورتون قرار دارد. ساخت این پل در سال ۱۸۹۵ میلادی به اتمام رسید و معمار آن هنری ارنست میلنر بود.
پل اورتون به دلیل شمار زیاد گزارش‌هایی مبنی بر پریدن سگ‌ها از این پل توجه بسیاری از رسانه‌های بین‌المللی را به خود جلب کرد. این سگ‌ها معمولاً پس از سقوط از ارتفاع ۱۵ متری این پل و برخورد به سنگ‌های پایین پل جان می‌سپارند. در این مکان همچنین خودکشی انسان و قتل نیز رخ داده‌است.

## تاریخچه و ساخت و ساز

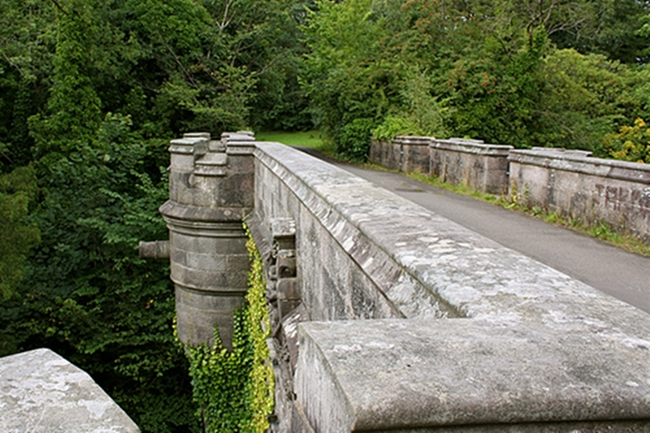
نیم‌برج‌های پیشکرده تزئینی روی پل

جان کمپبل وایت عمارت اورتون و املاک آن را در سال ۱۸۹۱ میلادی به ارث برد. او در سال ۱۸۹۲ املاک همسایه، گرشیک، را که در سمت غربی منزل‌اش بود خریداری کرد. کالسکه‌ها به دلیل شیب تند جادهٔ شرقی عمارت اورتون توانایی گذر از این مسیر را نداشتند. بنابراین کار برای ساخت راه جدید از سمت غربی عمارت شروع شد.
طراح این پل، مهندس عمران و معمار مناظر طبیعی، هنری ارنست میلنر بود. این سازه از سنگ ساختمانی تراشیده شده ساخته شده‌است، و در سال ۱۸۹۵ ساخت آن به اتمام رسید. این پل دارای سه طاق است، یک طاق بزرگ و دو طاق کوچک در دوطرف.

## مرگ سگ‌ها
حدوداً از دهه ۵۰ میلادی ۵۰ سگ از این پل به درون رودِ پایین پل پریده‌اند. بیشتر این سگ‌ها از یک سمت پل و در هوای صاف و آفتابی پایین پریده‌اند و اغلب آن‌ها از نژادهای پوزه دراز بوده‌اند.
این مرگ‌ها توجه رسانه‌ها را به خود جلب کردند. روانشناس سگ، دکتر دیوید سندز، منظره‌های اطراف پل، صداها و بوهای مختلف اطراف پل را بررسی کرد. او اینگونه نتیجه‌گیری کرد که زمین‌های مسطح اطراف و ریزش شاخ و برگ درختان در یک سمت پل باعث می‌شود که اینگونه برای سگ‌ها، مخصوصاً برای سگ‌هایی که بینایی‌شان کاهش پیدا کرده، به نظر رسد که تمام محیط اطراف پل یک دشت مسطح است. او همچنین اضافه کرد که بوی ادرار مینکهای نر نیز می‌تواند در ترغیب سگ‌ها به پریدن از یک سمت پل نقش داشته باشد.
برخی از محلی‌ها با تئوری بو مخالفت کردند و مدعی شدند که هیچ راسویی در اطراف پل وجود ندارد. رفتارشناس، استن رولینسون، معتقد است که مشکلات ادراکی مربوط به کور رنگ بودن سگ‌ها مسبب این بوده که سگ‌ها به‌طور تصادفی از پل بپرند.
برخی هم دلیل پریدن سگ‌ها را به اتفاقات ماورای طبیعی نسبت می‌دهند. در اکتبر سال ۱۹۹۴ یک مرد پسر خود را به دلیل اینکه باور داشت جسم پسرش توسط شیطان تسخیر شده، او را به پایین پل پرت کرد و کشت؛ و سپس چندین بار تلاش کرد خودش را بکشد، اول با پریدن از پل و سپس با بریدن رگ دستش.